# Pavel Vlagyimirovics Vinogradov

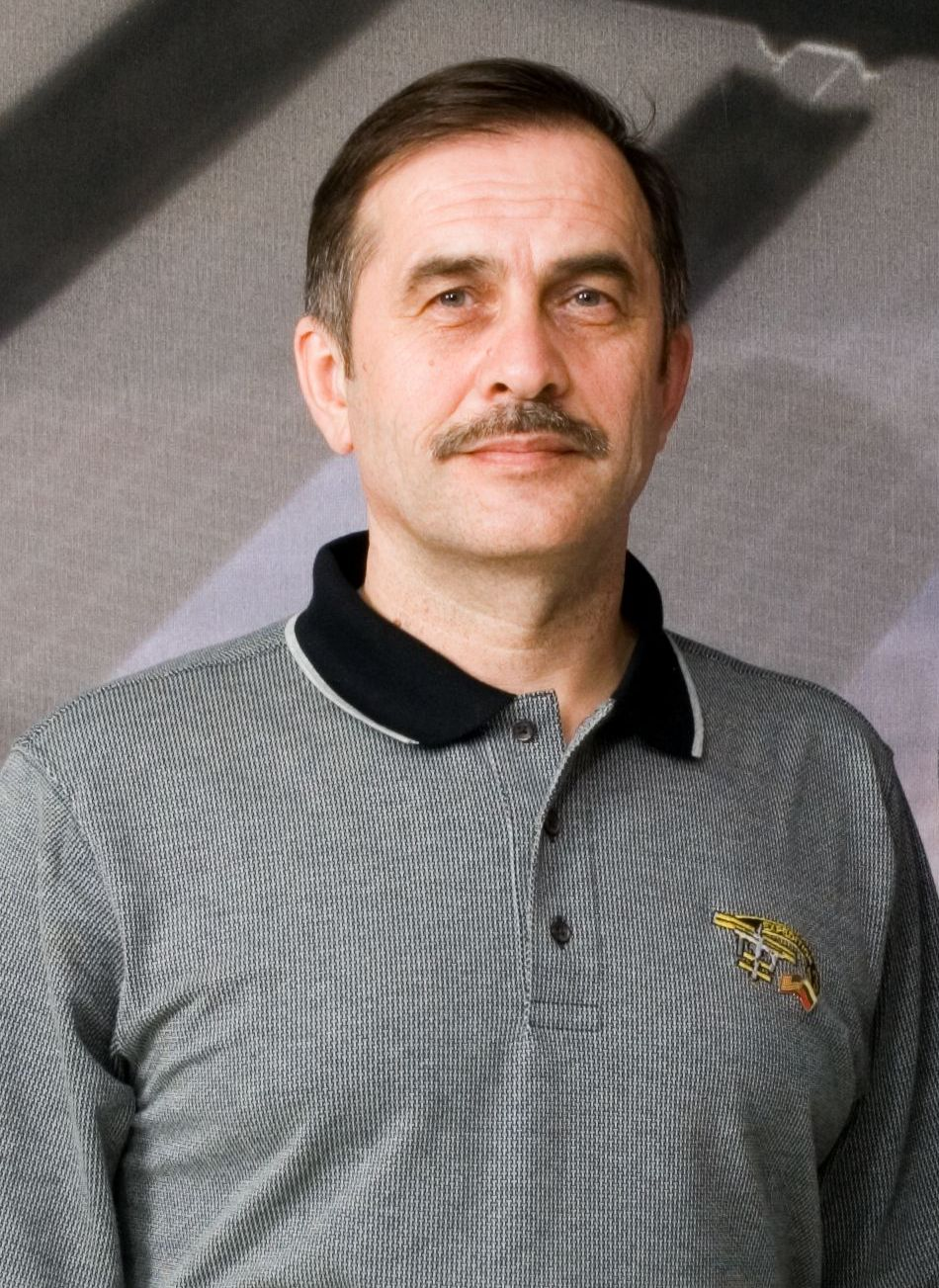
Pavel Vinogradov

Pavel Vlagyimirovics Vinogradov (oroszul: Павел Владимирович Виноградов; Magadan, 1953. augusztus 31.–) a 87. orosz mérnök-űrhajós.

## Életpálya
Diák Olimpián többszörösen díjazott fizikából és matematikából. Egy rövid ideig esztergályosként dolgozott. 1971-1977 között a MAI kutatóintézet laboratóriumi dolgozója – számítógéppel segítette a repülőgép tervezést. A Buran űrrepülőgép aerodinamikai fejlesztésében is tevékenykedett. 1977-ben a Moszkvai Repülési Intézetben (MAI) szerzett gépészmérnök diplomát. 1980-ban az intézeten belül felsőfokú számítógép ismeretekből kapott oklevelet. 1981-től folyamatosan kérvényezte űrhajóssá minősítését. Rendre megfelelt az orvosi vizsgálatokon, de valamilyen indokkal mindig elutasították. 1983-tól a CCH NGO Energia vállaltnál dolgozott mint mérnök, vezető mérnök, főmérnök, 1989-től csoportvezető. 1985-ben részt vett a Buran-űrsikló üzemeltetésére kijelölt űrhajósok kiképzésén. Szakterülete az automatizált rendszerek tervezése, részt vett az interaktív rendszerek (űrhajók újrahasznosítható elemeinek) kidolgozásában, az aerodinamikai és repülőgépek összeszerelésének számítógépes modellezésében. Közreműködött a Szojuz TM, Buran dokkoló rendszerének fejlesztésében. 1995-ben repülőgép-vezetőként az L–39-en gyakorolt, végrehajtott 29 ejtőernyős ugrást, egy túlélési tábort.
1992. március 3-tól részesült űrhajóskiképzésben. Három űrszolgálat alatt összesen 503 napot, 6 órát és 29 percet töltött a világűrben. Hét űrséta (kutatás, karbantartás, szerelés) alatt 38 óra 24 percet töltött az űrállomáson kívül.

## Politikai tevékenység
- 1999. március 20-tól az orosz Űrhajózási Szövetség (FC) alelnöke.
- 2003-tól községi képviselő az egyik moszkvai kerületben,
- 2009-től küldött a moszkvai képviseletben.

## Űrrepülések
- Szojuz TM–26 űrhajóval 1997. augusztus 5-től 1998. február 19-ig Anatolij Szolovjovval a Mir űrállomás 24. (Mir EO-24) legénységének tagja. A küldetés során részt vett a teherűrhajó ütközéséből származó sérülések javításában. Összesen 197 napot, 17 órát, 34 percet és 36 másodpercet töltött a világűrben. Öt űrséta (kutatás, karbantartás, szerelés) alatt 25 óra 16 percet töltött az űrállomáson kívül.
- Szojuz TMA–8 űrhajóval 2006. március 30-a és szeptember 28-a között a Nemzetközi Űrállomás (ISS) 13. (Expedíció-13)legénységének  parancsnoka. Összesen 182 napot, 22 órát, 42 percet és 59 másodpercet töltött a világűrben. Egy űrséta (kutatás, karbantartás, szerelés) alatt 6 óra 31 percet töltött az űrállomáson kívül.
- Szojuz TMA–08M 2013. március 28-tól a 35. fedélzeti mérnök és parancsnoka a 36. ISS expedíciónak. A legidősebb szolgálatban lévő űrhajós az ISS fedélzetén.

### Tartalék személyzet
- Szojuz TM–22 fedélzeti mérnök
- Szojuz TM–30 fedélzeti mérnök
- Szojuz TMA–06M kutatásért felelős parancsnok